# マリア・プリマチェンコ
マリア・プリマチェンコ（ウクライナ語: Марія Оксентіївна Примаченко, 英語: Maria Prymachenko) , Mariya Oksentiyivna Prymachenko) (1908年12月30日 – 1997年8月18日）は、ウクライナの素朴派に位置付けられる、同国の代表的な民族装飾芸術家。ロシア帝国時代に生まれ、ソビエト連邦（ソ連）とその崩壊後にかけて活動した。

## 経歴
デッサンや刺繡、陶磁器の絵付けに携わり、1937年にフランスの首都パリで開催された国際展示会で金メダルを獲得した。
1966年にシェフチェンコ・ウクライナ国家賞を受賞。1970年にはソビエト連邦名誉芸術家となった。1988年にはウクライナの人民芸術家に選ばれた。
その作品は、旧ソビエト連邦やフランスのほか、ポーランド、ブルガリア、カナダで展示された。

## 作風・評価
そのイメージの独創性は、彼女のユニークな形式的で様式的な発見（木の描写、コテージの内部と外部の同時表現など）で明らかにされている。「善と悪の闘い」は、プリマチェンコのすべての作品に共通するテーマとなっている。
パブロ・ピカソは、パリで開催されたプリマチェンコの展示会を訪れた後、「この素晴らしいウクライナ人の芸術的な奇跡の前に身をかがめます」と言った。
ユネスコは、2009年を「マリア・プリマチェンコの年」と宣言した。
プリマチェンコの絵画『旅中のロッタ』('Ratona Journey」は、有名なフィンランド人デザイナーであるクリスティーナ・イソラによって、フィンランド航空が飛行機の装飾に使用したファブリックデザイン「メトサンヴァキ/森の住人」に盗作された。
2022年ロシアのウクライナ侵攻緒戦におけるイヴァンキフの戦いで、イヴァンキフ歴史・地方史博物館も攻撃されて全焼し、地元住民らが所属されていた25点程度のプリマチェンコ作品のうち14点を運び出し、ロシア連邦軍が撃退されるまで隠匿した。現地では、ウクライナの文化やアイデンティティを抹殺するため博物館が意図的に狙われたとみなされている。

## ギャラリー

### お金と切手について

『Дикий чаплун』（1977年）を題材とした 1999年発行のウクライナ切手
『エンドウ豆の獣』（1971年）を題材とした 1999年発行のウクライナ切手
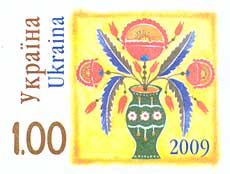
2009年発行のウクライナ切手
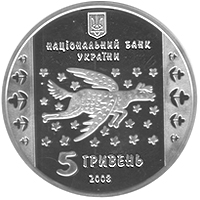
マリア・プリマチェンコの100周年記念銀貨（2008年）表面
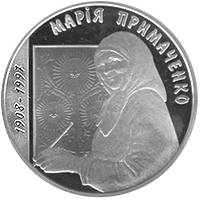
マリア・プリマチェンコの100周年記念銀貨（2008年）裏面